# Kwiaty śliwy w złotym wazonie

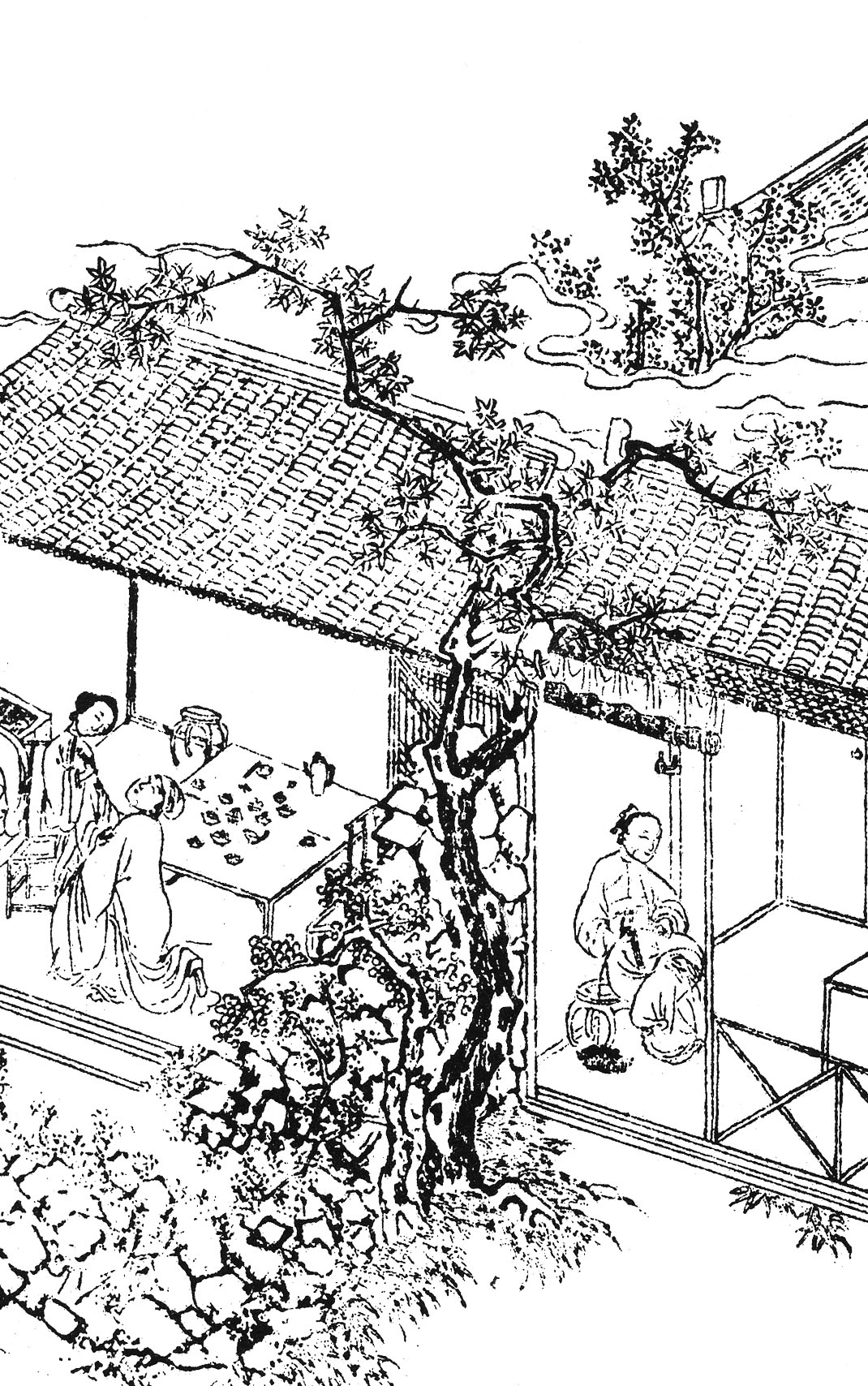
Ximen i Złoty Lotos – ilustracja z chińskiego wydania z 1617 roku

Kwiaty śliwy w złotym wazonie (chiń. 金瓶梅; pinyin Jīn Píng Méi) – chińska powieść z XVI wieku, określana jako pierwsza chińska realistyczna powieść obyczajowa i uważana za klasykę literatury chińskiej. Dzieło nieznanego autora powstało u schyłku dynastii Ming w odmianie języka chińskiego nazywanej baihua. Akcja utworu rozgrywa się w czasach dynastii Song, a jego treścią jest opis hulaszczego i rozpustnego życia Ximen Qinga (西門慶, Si-men Cing), kupca, a potem urzędnika z prowincji Szantung. Kluczowymi dla utworu postaciami są kobiety – żony i kochanki Ximena; od imion trzech z nich pochodzi tytuł powieści.
Utwór zawiera liczne, czasem dość naturalistycznie przedstawione sceny erotyczne. Z tego powodu często podlegał cenzurze; z drugiej strony, w niektórych wydaniach uwypuklano wątki erotyczne, pomijając warstwę obyczajową oraz elementy krytyki społecznej.

## Autorstwo i czas powstania
Nie wiadomo, kto jest autorem Kwiatów śliwy... ani kiedy dokładnie powieść została napisana. Czas powstania jest szacowany między 1522 a 1566 rokiem. Najwcześniejsze zachowane drukowane wydania utworu, podpisane „Opowiadacz z Lanling”, pochodzą z początku XVII wieku.
Autorstwo utworu jedna z legend przypisuje Wang Shizhenowi, pisarzowi z czasów dynastii Ming, który miał nasączyć karty rękopisu trucizną i podsunąć lekturę jednemu z cesarskich ministrów, mszcząc się w ten sposób za śmierć ojca.

## Tytuł i struktura utworu

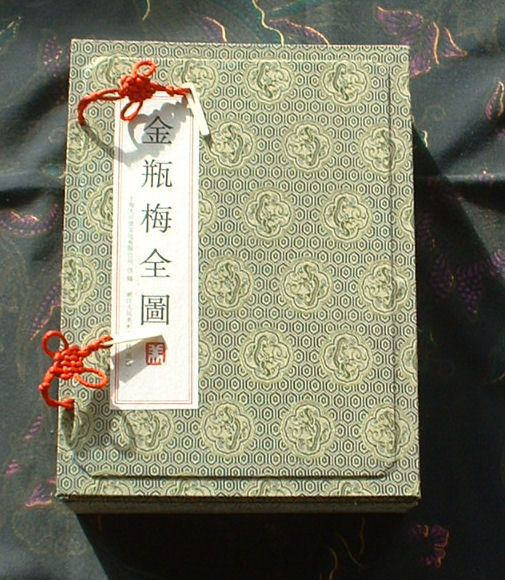
Okładka chińskiego wydania

Tytuł utworu, Jin Ping Mei, pochodzi od imion trzech bohaterek powieści: Pan Jinlian (潘金莲, Złoty Lotos), Li Ping'er (李瓶兒, dosł. Mały Wazon, w polskim tłumaczeniu Kwiatowa Waza), Pang Chunmei (龐春梅, Wiosenna Śliwa).
Kwiaty śliwy... są pierwszą realistyczną powieścią literatury chińskiej. Mimo licznych dygresji i wtrętów w postaci modlitw buddyjskich i taoistycznych, utworów poetyckich i rozważań filozoficznych, prawnych czy historycznych wielowątkowa fabuła utworu jest spójna, a nie epizodyczna jak we wcześniejszych chińskich powieściach.
Powieść jest podzielona na trzy części, liczące w sumie 100 rozdziałów: pierwsza jest zatytułowana Złoty Lotos, druga – Nieszczęsne przeznaczenia, trzecia, licząca 21 rozdziałów, jest epilogiem opowiadającym losy bohaterek po śmierci Ximena.
Rozpoczynająca utwór historia Złotego Lotosu jest inspirowana jedną z opowieści zawartych we wcześniejszej klasycznej chińskiej powieści, zatytułowanej Opowieści znad brzegów rzek.

## Treść

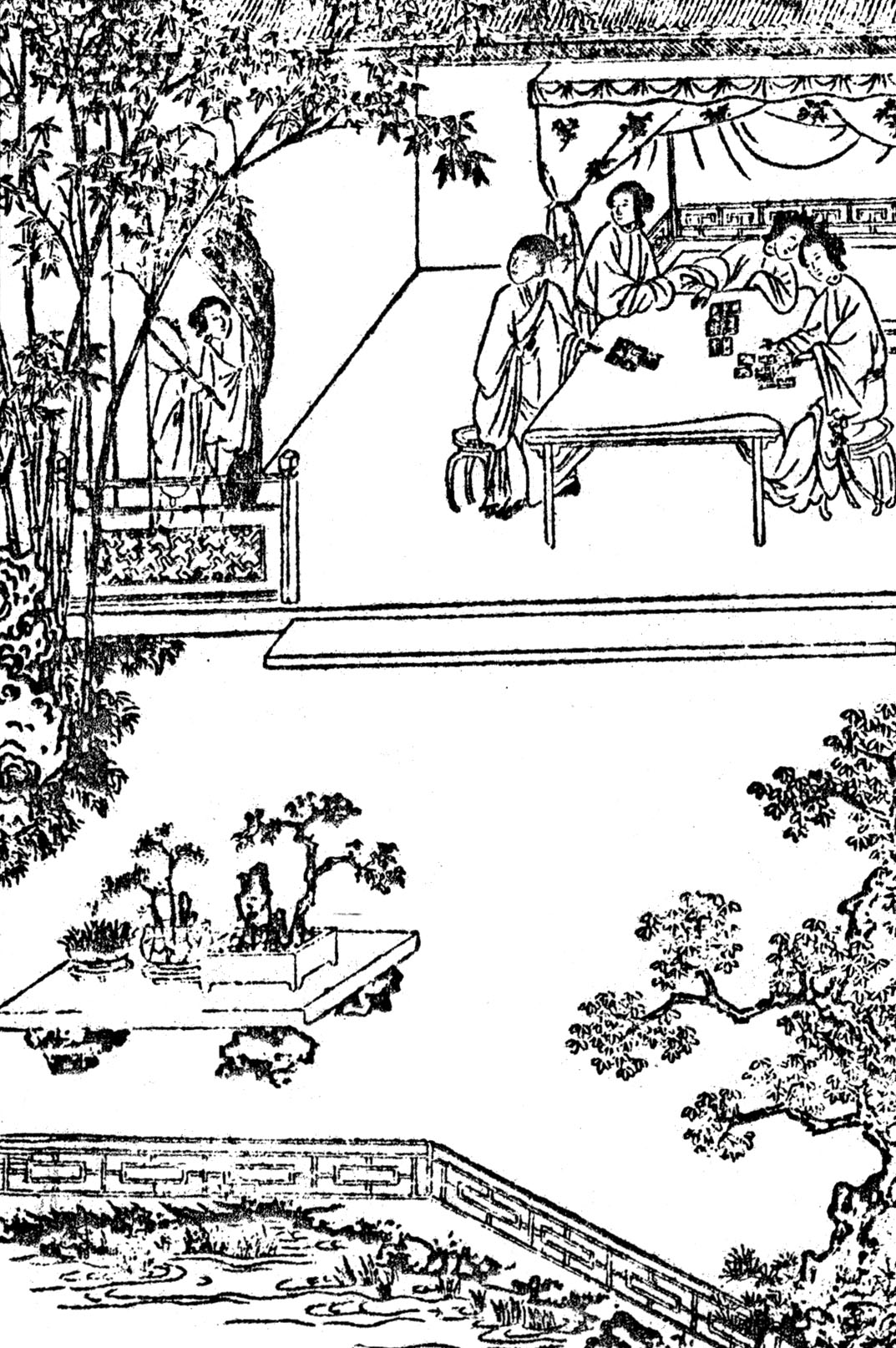
Gra w domino – ilustracja z chińskiego wydania z 1617 roku

Powieść, choć osadzona w czasach dynastii Song, w istocie opisuje czasy schyłkowej dynastii Ming, poddając krytyce panujące w niej obyczaje: rozpustę, opilstwo, obżarstwo, a przede wszystkim korupcję, oszustwa i sprzedajność. W utworze praktycznie brak postaci pozytywnych, a te nieliczne zwykle płacą wysoką cenę za swoją prawość. Bardzo bogata jest warstwa obyczajowa powieści – wiele miejsca zajmuje opis zwyczajów, uczt i potraw, zabaw, strojów, a także architektury i ogrodów.
Kwiaty śliwy... rozpoczynają się historią Złotego Lotosu. Sprzedana w dzieciństwie bogatej rodzinie, otrzymała staranne wykształcenie i została kochanką pana domu. Następnie została poślubiona ubogiemu sprzedawcy. Czując wstręt do męża, usiłuje uwieść jego brata Wu Songa (武松; Wu Sunga), kapitana straży miejskiej. Odtrącona, zostaje kochanką ujrzanego przypadkiem zamożnego i przystojnego Ximena. Gdy mąż dowiaduje się o jej zdradzie, kobieta truje go i poślubia Ximena, który w tym czasie ożenił się też z Nefrytową Wieżą, wdową po zamożnym kupcu. Wu Song, chcący pomścić śmierć brata, zostaje fałszywie oskarżony przez przekupionych przez Ximena urzędników i tylko dzięki względnej uczciwości sędziego unika kary śmierci; zostaje napiętnowany i wygnany z miasta.
Następuje opis życia w domu Ximena, obfitujący w wątki dotyczące jego żon, konkubin i służących oraz zabaw głównego bohatera poza domem: hulanek z kompanami i wizyt u kurtyzan. Jednym z głównych wątków jest romans Ximena z Kwiatową Wazą, jego sąsiadką i żoną towarzysza uciech, Hua Młodszego. Gdy Hua zostaje oskarżony o zagarnięcie nienależnego mu majątku i uwięziony, Kwiatowa Waza, choć z jednej strony za pośrednictwem Ximena czyni starania o jego uwolnienie od oskarżeń, z drugiej przekazuje kochankowi niemal cały dobytek. Hua w końcu umiera ze zgryzoty, a wdowa po nim stara się, by Ximen wziął ją za żonę, nawiązuje też stosunki towarzyskie z jego żonami. Tymczasem Ximen popada w kłopoty, wiążące się z problemami rodziny, z którą jest związany poprzez małżeństwo córki – jej teść popada w niełaskę cesarza. Sprawę udaje się załatwić dzięki wysokiej łapówce, niemniej Ximen zapomina o Kwiatowej Wazie, która, nie chcąc być sama, bierze za męża pewnego medyka. Zazdrosny Ximen nasyła na niego ludzi, którzy biją go i oskarżają o niespłacenie długu. Kwiatowa Waza wypędza męża i korzy się przez Ximenem, który w końcu przyjmuje ją do swojego domu, jednak zachowuje wobec niej obojętność, co doprowadza kobietę do próby samobójczej. Dopiero wówczas Ximen jej wybacza.
Druga część powieści zaczyna się od wróżby buddyjskiego mnicha dotyczącej charakterów oraz przeszłych i przyszłych losów członków rodziny. Wkrótce potem Ximen zostaje mianowany urzędnikiem, co w żadnym stopniu nie zmienia jednak jego hulaszczego sposobu życia; godność ta staje się jeszcze lepszą okazją do korupcji, nepotyzmu, robienia podejrzanych interesów i gnębienia zawadzających mu ludzi. Kwiatowa Waza rodzi syna, co wzbudza niechęć Złotego Lotosu, zazdrosnej o jej pozycję w domu. W ciążę zachodzi też Pełnia Księżyca. Ximen dostaje od tajemniczego mnicha wzmacniający męską potencję środek, dzięki któremu może zaspokajać swoje rosnące żądze z coraz to innymi kobietami. Dziecko Ximena i Kwiatowej Wazy umiera, wkrótce umiera także jego matka. Duch Kwiatowej Wazy ukazuje się Ximenowi, ostrzegając przed zgubnymi skutkami prowadzonego przez niego życia, jednak jego postępowanie nie ulega zmianie. W domu panują ciągłe swary. W końcu rozwiązłość Ximena i nadużywanie afrodyzjaku doprowadza go do śmierci; bezpośrednią jej przyczyną jest Złoty Lotos, podsuwająca mu – gdy nie potrafił jej zaspokoić – zbyt dużą dawkę środka otrzymanego od mnicha. Kobiety zostają same; Pełnia Księżyca rodzi syna.

## Postacie
- Ximen Qing (西門慶; Si-men Cing[5]) – zamożny kupiec, później także urzędnik cesarski. Maniak seksualny, mimo sześciu żon utrzymuje kurtyzany, nie przepuszcza też służącym, sąsiadkom i żonom znajomych, a nawet młodym chłopcom. By dopiąć swego, nie cofa się przed niczym, nawet fałszywym oskarżeniem czy zabójstwem. Jako urzędnik kieruje się wyłącznie własnym interesem, biorąc i dając łapówki i bezwzględnie eliminując zagrażających mu ludzi.
- Pełnia Księżyca (吴月娘, Wu Yueniang) – główna żona Ximena, Pierwsza Pani, poślubiona po śmierci pierwszej żony. Nie angażuje się w domowe intrygi i unika sporów, na tle innych postaci jej osoba jest w powieści przedstawiona dość pozytywnie.
- Wdzięcznooka (李嬌兒, Li Jiao’er) – Druga Pani, dawna kurtyzana. Postać trzecioplanowa.
- Nefrytowa Wieża (孟玉楼, Meng Yulou) – Trzecia Pani, wdowa po zamożnym kupcu.
- Śnieżna Piękność (孙雪娥, Sun Xue’e) – Czwarta Pani, zajmująca się kuchnią. Postać trzecioplanowa.
- Złoty Lotos (潘金蓮, Pan Jinlian) – Piąta Pani, jedna z głównych bohaterek powieści. By poślubić będącego jej kochankiem Ximena, zamordowała swojego pierwszego męża. Na wszelkie sposoby stara się przypodobać Ximenowi, chcąc wzmocnić swoją pozycję w domu. Uwodzi też innych mężczyzn. Jej intrygi stają się przyczyną wielu nieszczęść.
- Kwiatowa Waza (李瓶兒, Li Ping’er) – Szósta Pani, dawna konkubina cesarskiego ministra i wdowa po Hua Młodszym[5] (花子虚, Hua Zixu), sąsiedzie i kompanie Ximena. Kochanka Ximena już za życia męża, po jego śmierci wyszła za mąż za medyka Jianga (蒋, Cianga)[5], a wypędziwszy go, poślubiła Ximena. Urodziła Ximenowi syna, po śmierci dziecka sama zmarła.
- Wiosenna Śliwa (龐春梅, Pang Chunmei) – służąca i zaufana Złotego Lotosu, kochanka Ximena.
- Czen[5] – córka Ximena ze zmarłej żony.
- Włodarz – mąż Czen, sekretarz i zięć Ximena, kochanek Złotego Lotosu.

## Odbiór utworu
Kwiaty śliwy..., z powodu zawartej w powieści krytyki warstw rządzących, przez długi czas były w Chinach książką zakazaną – jej egzemplarze palono, a deski drukarskie niszczono. Oficjalnym powodem był sprośny język i wyuzdane opisy erotyczne, mimo że erotykę literatura chińska traktowała dużo swobodniej niż europejska. Niemniej powieść była bardzo ceniona wśród uczonych, pisarzy i artystów, krążąc w licznych kopiach. Pierwsze oficjalne pełne wydanie utworu nastąpiło w 1957 roku, jednak nakład był dostępny jedynie wąskiej grupie uprzywilejowanych – w Kwiatach śliwy... rozczytywali się podobno Mao Zedong i jego żona, Jiang Qing. W wydaniach z Hongkongu i Tajwanu usuwano co drastyczniejsze fragmenty. Pełne chińskie wydanie ukazało się dopiero w 1980 roku w Pekinie (w niewielkim nakładzie), a w 1982 w Hongkongu.
Z powodu niedostępności powieść bardziej niż w Chinach stała się popularna w Japonii i na Zachodzie, choć „nieoficjalne” europejskie wydania często uwypuklały warstwę erotyczną, sprowadzając Kwiaty śliwy... do utworu pornograficznego. Pierwszym pełnym wydaniem, z przypisami i objaśnieniami, była edycja angielska z 1939 roku w tłumaczeniu Clementa Egertona, zatytułowana Golden Lotus, jednak co drastyczniejsze ustępy zostały przełożone na łacinę (podobny zabieg zastosowano także w jednym z wydań japońskich, pozostawiając część tekstu w oryginalnej, chińskiej wersji). W hitlerowskich Niemczech egzemplarze Kwiatów śliwy... palono na stosach jako przejaw absolutnej zgnilizny.
Polskie wydanie w tłumaczeniu Ireny Sławińskiej (Hu Peifang), Jerzego Chociłowskiego i Ryszarda Chmielewskiego ukazało się w 1994 roku nakładem wydawnictwa Muza SA, a jego fragmenty drukowane były w 1987 roku w miesięczniku „Kontynenty”. Edycja obejmuje dwie pierwsze części.